# Alà dei Sardi
Alà dei Sardi (sardinski: Alà) je grad i općina (comune) u pokrajini Sassariju u regiji Sardiniji, Italija. Nalazi se na nadmorskoj visini od 663 metra i ima 1 879 stanovnika.
 Prostire se na 197,99 km2. Gustoća naseljenosti je 9 st/km2.
Susjedne općine su: Olbia, Bitti, Berchidda, Buddusò, Monti, Oschiri i Padru.